# تپه کلک آبی
تپه کلک آبی مربوط به هزاره اول قبل از میلاد تا دوره ساسانیان است و در حومه بوکان، ساری قامیش واقع شده و این اثر در تاریخ ۱۶ دی ۱۳۴۶ با شمارهٔ ثبت ۵۶۶ به‌عنوان یکی از آثار ملی ایران به ثبت رسیده است.